# Páké
Páké (románul Pachia) falu Romániában Kovászna megyében.

## Fekvése
Kézdivásárhelytől 22 km-re délre a Kovászna-patak partján fekszik. Barátoshoz tartozik, tőle 3 km-re keletre van.

## Nevének eredete
Nevét a szanszkrit pake (= tiszta víz) szóból eredeztetik.[forrás?]

## Története
1567-ben Pake néven említik. Református templomát az 1977-es földrengés után teljesen újjáépítették, védőfal övezi.
1910-ben 587 lakosából 585 magyar és 2 román volt. A trianoni békeszerződésig Háromszék vármegye Orbai járásához tartozott.
1992-ben 335 magyar lakosa volt.

## Jegyzetek

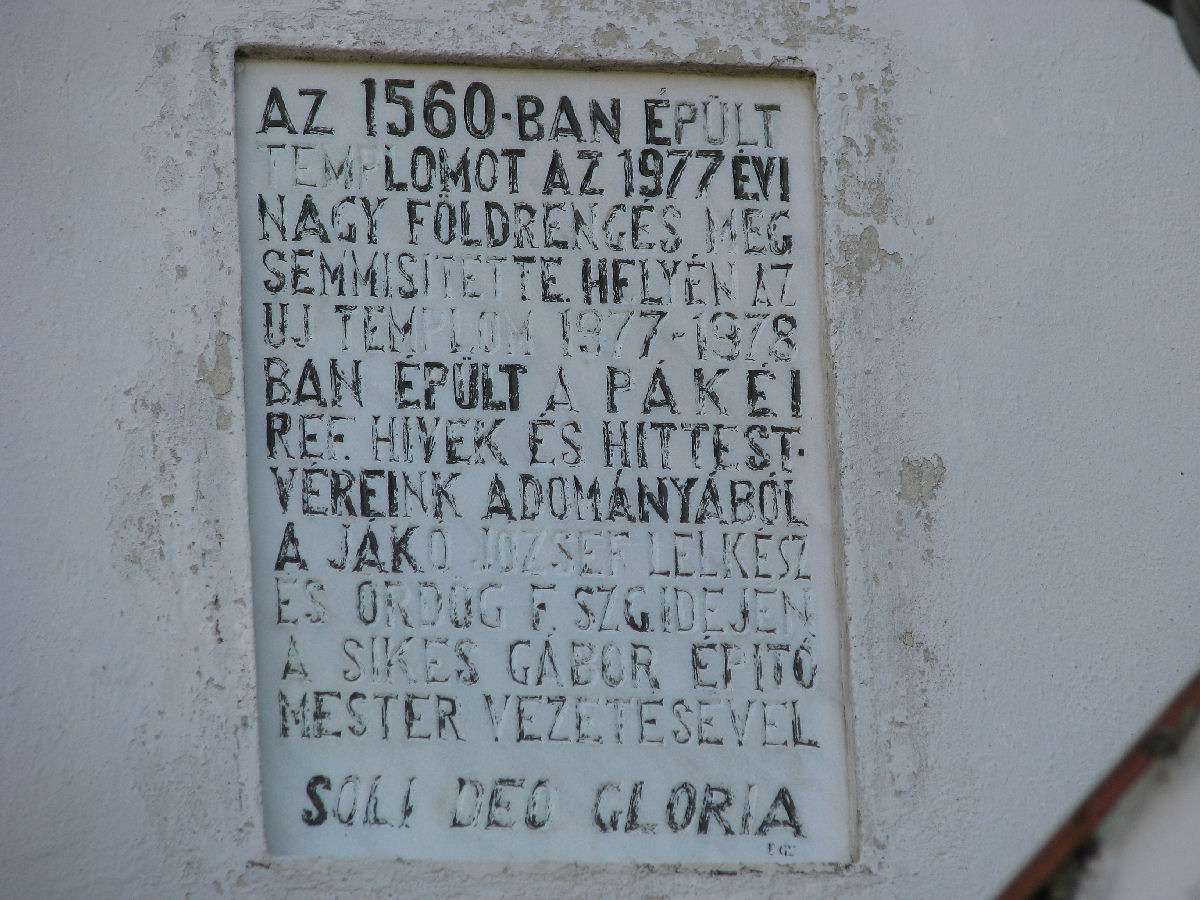
A református templomó felirata